# Péntek Sándor
Péntek Sándor (Tatabánya, 1951. november 5. – 2016. március 9. előtt) labdarúgó, csatár, sporttudósító, újságíró, szakíró.

## Pályafutása

### Labdarúgóként
A KOMÉP-ben kezdett futballozni. A katonaideje alatt a Kaposvári Táncsics, majd a Thury SE játékosa volt.
1975-ben az NB II-es tatabányai KOMÉP SC-ből igazolt a Tatabányai Bányászhoz. 1976-ban az NB I-es dorogi csapathoz szerződött. Az 1976–77-es bajnoki évad legtöbb mérkőzésén pályára lépett, valamint az MNK meccseken is szerepelt. Összesen 34 NB I-es mérkőzést játszott a Dorog színeiben és 5 gólt szerzett. Ezen felül többször volt eredményes a kupa-mérkőzéseken is. A csapat 1977-ben kiesett az első osztályból, majd ezt követően még egy évadot játszott az NB II-ben is. 1978-ban visszaigazolt tatabányára és mindjárt az első szezonban a Dorog ellenfeleként is játszott.

### Sporttudósító-szakíróként
Az aktív játékot követően is kapcsolatban maradt a sporttal, miután a legnagyobb Komárom megyei napilapnál, a Dolgozók Lapjánál - majd későbbi nevén, 24 Óra - volt sporttudósító és cikkíró. Többek között a dorogi csapat mérkőzéseiről is ő írta a beszámolókat. Az újságírás mellett a legjelentősebb alkotásaként, egyik fő társszerzője és szerkesztője volt a dorogi klub 75 éves évfordulójára készült könyvnek, amely a Dorogi Bányász SC 75 éves Jubileumi Emlékkönyve címen jelent meg 1989-ben.

## Érdekesség
Felesége Prohászka Mária, aki a híres dorogi atlétának, Prohászka Jánosnak volt a leánya. 1981–1986 között a dorogi csapat játékosa volt Péntek Béla. Azonban ez csak egy véletlen egybeesés, a két játékos csak névrokon.